# 신화를 남긴 해병
신화를 남긴 해병은 한국에서 제작된 설봉 감독의 1965년 영화이다. 장동휘 등이 주연으로 출연하였고 김태현 등이 제작에 참여하였다.

## 출연

### 주연
- 장동휘
- 박노식
- 이대엽

### 조연
- 조항
- 추석양
- 이경희
- 최지희
- 허장강
- 황정순

## 제작진
- 원작자: 설태호
- 조명: 최의정
- 녹음: 손인호
- 음향효과: 최형래
- 미술: 이명수